# دو پلیس (مجموعه تلویزیونی)
دو پلیس (انگلیسی: Two Cops; کره‌ای: 투깝스) یک مجموعه تلویزیونی کره جنوبی سال ۲۰۱۷ با بازی جو جونگ-سوک، لی هه‌ری و کیم سون هو است. این مجموعه از ۲۷ نوامبر ۲۰۱۷ تا ۱۶ ژانویه ۲۰۱۸، روزهای دوشنبه و سه‌شنبه ساعت ۲۲:۰۰ (کی‌اس‌تی) از ام‌بی‌سی پخش شد.